# Розикова, Хурсанд
Хурсанд Розикова — советский хозяйственный, государственный и политический деятель, Герой Социалистического Труда.

## Биография
Родилась в 1939 году в селе Гулакандоз. Член КПСС с 1966 года.
С 1957 года — на хозяйственной, общественной и политической работе. В 1957—1994 гг. — механик-водитель хлопкоуборочной машины колхоза имени Ленина Пролетарского района Ленинабадской области Таджикской ССР.
Указом Президиума Верховного Совета СССР от 14 декабря 1972 года за большие успехи, достигнутые в увеличении производства и продажи государству хлопка, других продуктов земледелия, и проявленную трудовую доблесть на уборке урожая присвоено звание Героя Социалистического Труда с вручением ордена Ленина и золотой медали «Серп и Молот».
Избиралась депутатом Верховного Совета Таджикской ССР.
Делегат XXV съезда КПСС.
Живёт в Джаббар-Расуловском районе Согдийской области.